# Île Baie du Vin
L'île baie du Vin est une île canadienne située dans le comté de Northumberland, à l'est du Nouveau-Brunswick. Elle est située dans la rivière Miramichi, face au village de Black River-Hardwicke; elle est toutefois comprise administrativement dans la paroisse de Hardwicke. L'île a une superficie de 2,24 km2. Une zone naturelle protégée recouvre la totalité de l'île.

## Flore
L'île possède une forêt rabougrie d'épinette, de pin et de chêne. Le myrique baumier (Myrica gale), la vigne des rivages (Vitis riparia), le streptope rose (Streptopus lanceolatus) et le bident à feuilles connées (Bidens connata). On y trouve aussi diverses plantes rares.